# 挪威生命科學大學
挪威皇家环境科学与生命科学大学（挪威語：Norges miljø- og biovitenskapelige universitet，NMBU）一所位於挪威阿克什胡斯郡奧斯的公立大學。

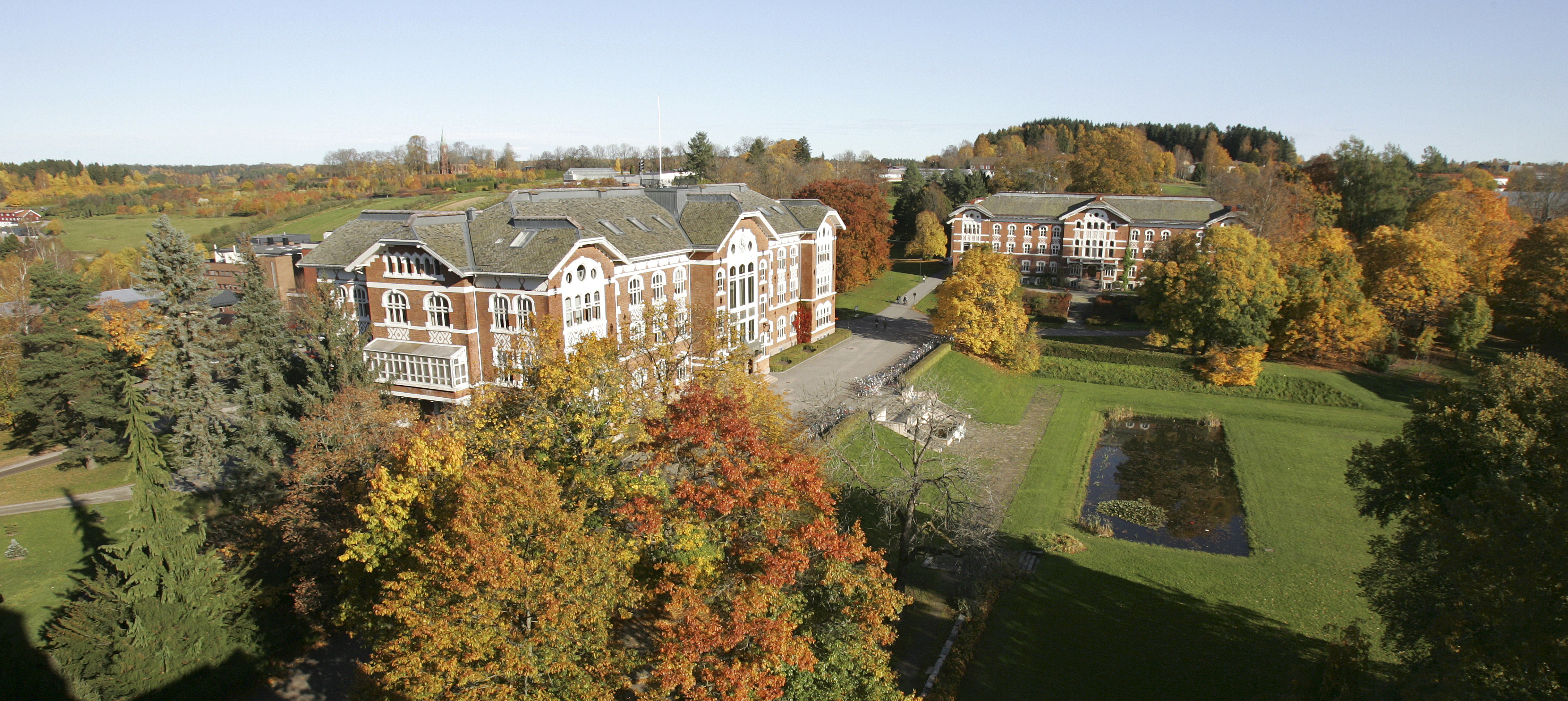
大學校園

大學始建於1859年，當時為挪威農業研究生學院，1897年成為大學學院，2005年獲大學資格，改現名。之前則稱作挪威農業大學（Norges landbrukshøgskole）。
2014年1月，该校与挪威皇家兽医学院合并，并改名为挪威皇家环境科学与生命科学大学（NMBU）。

## 外部連結
- UMB official web site in English （页面存档备份，存于）
- UMB Animal and Aquacultural Sciences
- UMB Chemistry, Biotechnology and Food Science
- UMB Ecology and Natural Resource Management
- UMB Economics and Resource Management
- UMB Plant and Environmental Sciences
- UMB Noragric
- The Centre for Integrative Genetics （页面存档备份，存于）
- SiÅs
- Samfunnet in Ås （页面存档备份，存于）
- Tuntreet

59°39′54.39″N 10°45′54.82″E / 59.6651083°N 10.7652278°E